# フルオロホルム
フルオロホルム (英: Fluoroform) は、化学式 CHF3 で表される有機化合物である。IUPAC名はトリフルオロメタン（英: Trifluoromethane）であり、トリハロメタンに属する。フロンガスの一種（フロン23）である。
温室効果ガスであり、地球温暖化係数は、14,800 である。